# 伝蘇我倉山田石川麻呂の墓

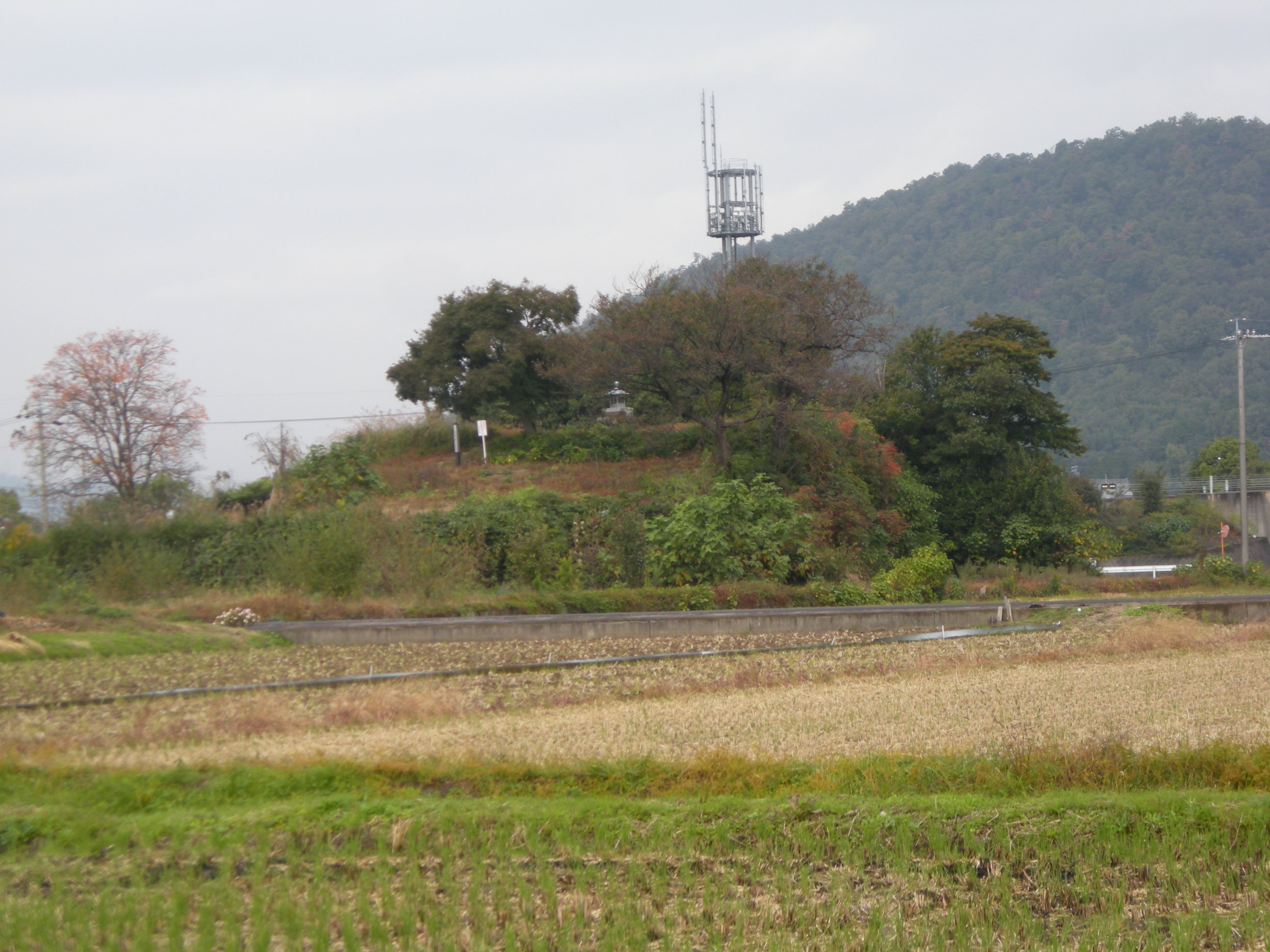
伝蘇我倉山田石川麻呂の墓

伝蘇我倉山田石川麻呂の墓（でんそがのくらやまだいしかわまろのはか）とは、岐阜県各務原市蘇原宮塚町にある史跡で蘇我倉山田石川麻呂の墓と伝承されている。1972年（昭和47年）に市の史跡に指定された。
蘇我倉山田石川麻呂は、蘇我馬子の孫で、大化の改新（645年）後に右大臣を務めた人物である。各務原市蘇原地区には、当時の都である奈良地方と共通する地名や寺名とともに、この宮塚の丘を蘇我倉山田石川麻呂の墓とする伝承が存在している。
なお、大阪府太子町の仏陀寺古墳（府指定史跡）も蘇我倉山田石川麻呂の墓と伝えられている。

## 所在地
- 岐阜県各務原市蘇原宮塚町2丁目13